# Père Stu : Un héros pas comme les autres
Pour plus de détails, voir Fiche technique et Distribution.
Père Stu : Un héros pas comme les autres (Father Stu) est un film américain de Rosalind Ross sorti en 2022. Il s'inspire de la vie de Stuart Long, ancien boxeur devenu prêtre catholique.
En France, le film sort en 2022, directement en VOD. À partir de mars 2024, il est disponible sur la plateforme Netflix.

## Synopsis
Stuart Long a toujours été un sportif. Ancien joueur de football, il a un temps voulu être acteur. Il se mettra finalement à la boxe, avant de déménager en Californie pour faire décoller sa carrière de comédien. Après un grave accident de la route, il se tourne vers la religion. Il devient prêtre et décide désormais de consacrer sa vie à aider les autres.

## Fiche technique
Sauf indication contraire, les informations mentionnées dans cette section peuvent être confirmées par la base de données cinématographiques IMDb,  présente dans la section « Liens externes ».
- Titre original : Father Stu
- Titre français : Père Stu : Un héros pas comme les autres[3]
- Réalisation et scénario : Rosalind Ross
- Musique : Dickon Hinchliffe
- Direction artistique : Erika Totham
- Décors : David Meyer
- Costumes : Lisa Norcia
- Photographie : Jacques Jouffret
- Montage : Jeffrey M. Werner
- Production : Jordon Foss, Stephen Levinson et Mark Wahlberg
  - Production déléguée : Colleen Camp, Tony Grazia, Miky Lee et Patrick PeachSociétés de production : Columbia Pictures, Municipal Pictures et CJ Entertainment
- Sociétés de distribution : Sony Pictures Entertainment (États-Unis), Sony Pictures Releasing France (France)
- Budget : 4 millions $[4],[5]
- Pays de production :  États-Unis
- Langue originale : anglais
- Format : couleur
- Genre : drame biographique
- Durée : 124 minutes
- Dates de sortie[6] : 
  - États-Unis : 15 avril 2022
  - France : 1er juin 2022 (streaming internet) ; 29 août 2022 (vidéo à la demande)

## Distribution
- Mark Wahlberg (VF : Bruno Choël) : Stuart « Stu » Long
- Jacki Weaver (VF : Jocelyne Darche) : Kathleen Long
- Mel Gibson (VF : Emmanuel Jacomy) : Bill Long
- Malcolm McDowell (VF : Jean-Pierre Leroux) : Monseigneur Kelly
- Teresa Ruiz (VF : Kaïna Blada) : Carmen
- Winter Ave Zoli : Allison
- Cody Fern (VF : Martin Faliu) : Jacob
- Niko Nicotera (en) (VF : Anatole de Bodinat) : l'homme au bar
- Ned Bellamy (VF : Pierre-François Pistorio) : Dr Novack
- Carlos Leal (VF : Serge Faliu) : père Garcia

## Production
En 2016, il est annoncé que David O. Russell va retrouver Mark Wahlberg pour un projet de film sur Stuart Long, un ancien boxeur devenu prêtre à Helena dans le Montana. Le projet prendra finalement quelques années à se concrétiser. En mars 2021, il est révélé que Mark Wahlberg est toujours attaché au rôle alors que le film sera finalement écrit et réalisé par Rosalind Ross, qui fait ses débuts de réalisatrice.
Mel Gibson rejoint ensuite la distribution puis Teresa Ruiz.
Le tournage a lieu en mai 2021, à Los Angeles, ainsi que dans le Montana (Butte, Philipsburg, Anaconda),.

## Accueil
Le film reçoit des critiques plutôt mitigées dans la presse. Sur l'agrégateur américain Rotten Tomatoes, il récolte 42% d'opinions favorables pour 119 critiques et une note moyenne de 5,3⁄10. Le consensus suivant résume les critiques compilées par le site : « Mark Wahlberg est travailleur mais est une erreur de casting dans Father Stu, un problème aggravé par la façon dont le film tâtonne son histoire factuelle ». Sur Metacritic, il obtient une note moyenne de 40⁄100 pour 27 critiques.